# Cilicaea hamata
Cilicaea hamata är en kräftdjursart som beskrevs av Stephenson 1927. Cilicaea hamata ingår i släktet Cilicaea och familjen klotkräftor. Inga underarter finns listade i Catalogue of Life.